# بنکس (خواننده)
جیلیان رز بنکس (به انگلیسی: Jillian Rose Banks) (متولد ۱۶ ژوئن ۱۹۸۸)، با نام هنری بنکس (اغلب به شیوه نوشتاریِ BANKS)، خواننده و ترانه‌سرای آمریکایی و متولد شهرستان اورنج کالیفرنیا است. پس از پخش دو آلبوم‌چند آهنگهٔ سقوط (Fall Over) و لندن (London) در ۲۰۱۳، اولین آلبومش، الهه (Goddess)، را در ۵ سپتامبر ۲۰۱۴ منتشر کرد. دومین آلبوم استدیویی او نیز به نام محراب (The Altar) نیز در ۳۰ سپتامبر ۲۰۱۶ منتشر شد. بنکس در سال ۲۰۱۴ به همراه ویکند به تور جهانی رفت و نامزد جوایز بی‌بی‌سی و ام‌تی‌وی شد.

## زندگی و حرفه

### اوایل زندگی
جیلیان رز بنکس در ۱۶ ژوئن ۱۹۸۸ در اورنج کانتی کالیفرنیا متولد شد. زمانی که یک یا دو سال داشت به لس‌آنجلس مهاجرت کرد و در محله‌ای مرفه‌نشین واقع در تارزانا ساکن شد. بنکس از ۱۵ سالگی شروع به ترانه‌نویسی کرد. او خودش پیانو نواختن را آموخت، آن پیانو را دوستش برای تسکین قلب بنکس ناشی از جدایی پدر و مادرش به او داده بود. بعدها در دانشگاه کالیفرنیای جنوبی روانشناسی خواند و پایان‌نامه‌ای دربارهٔ بچه‌های حاصل طلاق نوشت، در نهایت مدرک کارشناسی از آن رشته گرفت.

### ۲۰۱۳ تا ۲۰۱۴: دستیابی به موفقیت و الهه
در مدتی که بنکس در دانشگاه بود با دی‌جی یانگ اسکیتر کار کرد. فوریه ۲۰۱۳ تک آهنگ "قبل از اینکه ببینمت" Before I Ever Met You در صفحه ساوندکلاداش آپلود شد. در مارس ۲۰۱۳ اولینآلبوم چندآهنگه (EP) اش به نام سقوط را به صورت بین‌المللی توسط Good Years Recording منتشر کرد.
بیلبورد او را «نویسنده مغناطیسی با ترانه‌هایی وسواسی» نامید. دومین EP او، لندن، توسط هاروست ریکوردز منتشر گردید و نظرات مثبتی از منتقدان دریافت کرد.
پس از انتشار اولین آلبومش، در مصاحبه‌ای شماره تلفن اش را در رسانه‌های اجتماعی پخش کرد تا روابط نزدیک و صمیمی تری با طرفدارانش داشته باشد. ترانه " بازی انتظار " بنکس درویکتوریا سیکرت ۲۰۱۳ پخش شد.
در اواخر ۲۰۱۳، در ام‌تی‌وی و بی‌بی‌سی نامزد دریافت جایزه شد. برنامه شزم هم ترانه‌های او را در " کارهای خوب ۲۰۱۴ " جای داد. آیتونز هم او را در لیست " هنرمندان جدید ۲۰۱۴ " قرار داد. اسپاتیفای او را در قسمت ذره بین اسپاتیفای قرارداد. بنکس در اوت ۲۰۱۳ هنرمند هفتهووگ بود که ترانه‌هایش این‌طور تعریف شد: به خوبی احساس بی قدرتی و تنها بودن در دنیا را به تصویر می‌کشد.
پاییز ۲۰۱۳ بنکس در تور ۲۰۱۳ دویکند حضور داشت. این تور به صورت بین‌المللی در ایالات متحده و انگلستان بود. در مارس ۲۰۱۴ پس از اتمام تور ویکند، بنکس تور خودش را در انگلستان شروع کرد.
الهه، اولین آلبوم استدیویی او در ۵ سپتامبر ۲۰۱۴ منتشر شد و در بیست کشور مختلف چون انگلستان، استرالیا، آلمان، نیوزیلند و سوئد در جدول ۲۰ آلبوم برتر قرار گرفت. این آلبوم در ایالات متحده رتبه ۱۲ در بیلبورد ۲۰۰ را کسب کرد و ۲۵۰۰۰ نسخه از آن در هفته اول انتشار منتشر شد. آلبوم الهه نظرات مثبتی از منتقدان دریافت کرد. این آلبوم متشکل از ۴ تک‌آهنگِ "مغز"،"الهه"، "غرق شدن" "التماس برای هدایت" است.
غرق شدن ۴۸امین آهنگ دیجیتال راک جدول بیلبورد شد. در این حین التماس برای هدایت یازدهمین آهنگ آلترناتیو همین جدول شد.

### ۲۰۱۵ – اکنون: محراب
در ۴ نوامبر ۲۰۱۵، تک‌آهنگ «بهتر» را همراه موزیک ویدئو آن منتشر کرد. در ۸ ژوئن ۲۰۱۶ اعلام کرد که دارد روی آلبوم دومش کار می‌کند.

## استعداد
صدای بنکس نوعی اراندبی سخت توصیف شده و با صدای ویکند و الی گولدینگ مقایسه شده‌است. او فیونا اپل و لارن هیل را به عنوان بزرگترین کسانی که از آن‌ها الهام می‌گرفت یاد کرده. او می‌گوید موسیقی احساسات و ضعف‌هایش را فاش می‌کند و به این دلیل قبل از کسب مدرک روانشناسی موسیقی را مستور و شخصی دنبال می‌کرده.

## آلبوم‌ها
- الهه (۲۰۱۴)
- محراب (۲۰۱۶)

## جوایز و نامزدی‌ها
| سال  | سازمان | دسته          | نامزد | نتیجه |
| ---- | ------ | ------------- | ----- | ----- |
| ۲۰۱۴ | MTV    | نامزدهای جدید | بنکس  |       |
| ۲۰۱۳ | BBC    | صدای ۲۰۱۴4    | بنکس  | سوم   |